# Liste der Monuments historiques in Husseren-Wesserling
Die Liste der Monuments historiques in Husseren-Wesserling führt die Monuments historiques in der französischen Gemeinde Husseren-Wesserling auf.

## Liste der Bauwerke
| Bezeichnung                | Beschreibung | Standort                                               | Kennzeichnung | Schutzstatus | Datum | Bild |
| -------------------------- | --- | ------------------------------------------------------ | ------------- | ------------ | ----- | ---- |
| Ehemalige Textilmanufaktur | sogenannter Parc de Wesserling; Denkmalensemble aus Verwaltungs- und Produktionsgebäuden, Arbeiterwohnhäusern, Wirtschaftshof und protestantischer Kapelle, 18. und 19. Jahrhundert, in einen Landschaftspark eingebettet | Rue du Parc, rue des Fabriques, rue de Ranspach (Lage) | PA68000018    | Inscrit      | 1998  |      |